# Театр кукол Республики Мордовия
Государственный театр кукол Республики Мордовия (возник в 1938 г.) — участник многих смотров и фестивалей, их призер и дипломант, постоянно гастролирует по Мордовии, а также в Московской, Калужской, Нижегородской, Пензенской и других областях. В своем репертуаре он опирается на классическую сказку и мордовский фольклор. Главным режиссером театра до 2020 года была Заслуженная артистка Республики Мордовия Л. А. Сидорина. Художественный руководитель - заслуженный работник культуры Республики Мордовия Е. Н. Пулов.
Главный художник - заслуженный работник культуры Республики Мордовия Н.В. Кочнева. Заведующий музыкальной частью - заслуженный деятель искусств Российской Федерации, композитор Гладков, Григорий Васильевич.
Директор театра — заслуженный артист Республики Мордовия, кандидат искусствоведения Е. Я. Романовский.

## О театре
Государственный театр кукол Мордовии возник на базе самодеятельной студии под руководством М. Н. Махотиной и Л. Ф. Махотиной-Миони.
Первыми спектаклями были: «Гусёнок» Н. Гернет и Т. Гуревич, «Волшебная калоша» Г. Матвеева, «Каштанка» Е. Сперанского.
В 1948 году в театре стал работать первый профессиональный режиссер (Н. Мисюра) и первые профессиональные актеры.
Долгие годы театр работал в качестве разъездного. Годом второго рождения театра стал 1979 год, когда театр получил свой новый «дом» — стационарное помещение — красивое здание с небольшим (на 180 мест) и уютным зрительным залом.
С 1969 года в театре служит Заслуженный артист Российской Федерации,Народный артист Республики Мордовия Владимир Иванович Сидорин
В 1970 году В. Я. Казаченко, в те годы главный режиссер театра, ставит первый спектакль для взрослых «Божественная комедия» (И.Шток), которая имела необыкновенный успех у публики г. Саранска.
С 16 по 21 мая 2011 года в Саранске впервые состоялся Международный фестиваль театров кукол России и зарубежья в рамках празднования 1000-летия единения мордовского народа с народами Российского государства. Фестиваль получил название «Чинжарамо», что в переводе с мордовского означает «подсолнух».

## Награды
Театр является Лауреатом Государственной премии Мордовии 1984 года за постановку спектакля «Главное желание» (П. Высоцкий)(режиссёр-постановщик Заслуженный деятель искусств Российской Федерации и Республики Мордовия В.Казаченко).
Театр участник многих смотров и фестивалей, их призер и дипломант. Летом 2002—2003 гг. театр участвует в фестивале театральных капустников «Веселая Коза» в Нижнем Новгороде; в финно-угорских фестивалях для детей и юношества «Божественная искорка» (г. Сыктывкар), где был отмечен дипломами 1 степени:
«За лучшую сценографию» — «Приключения охотника Дамая» — художник-постановщик А. Алешкин;
«За лучшую работу художника» (художник-постановщик гл. художник театра,Заслуженный работник культуры Республики Мордовия Н. Кочнева и «За высокую эстетику воплощения национальных традиций» — спектакль «Дочь Вирявы» (режиссер-постановщик заслуженная артистка РМ Л. Шахова).